# Plantago multiscapa
Plantago multiscapa är en grobladsväxtart som beskrevs av Barbara Gillian Briggs. Plantago multiscapa ingår i släktet kämpar, och familjen grobladsväxter. Inga underarter finns listade i Catalogue of Life.